# Мілан-Мальпенса
45°37′50″ пн. ш. 008°43′41″ сх. д. / 45.63056° пн. ш. 8.72806° сх. д.
Міжнародний аеропорт Мілан-Мальпенса " Сільвіо Берлусконі" (італ. Aepoporto internazionale Milano-Malpensa "Silvio Berlusconi", англ. Milano Malpensa Airport, «City of Milan») (IATA: MXP, ICAO: LIMC), колишній Аеропорт Бусто-Арсіціо (італ. Aeroporto Città di Busto Arsizio), — найбільший з трьох аеропортів Мілана, Італія. Розташований за 45 км від центру Мілана.
Аеропорт є хабом для авіаліній:
- Air Italy
- Cargolux Italia
- FedEx Express
- Alitalia
- Blue Panorama Airlines
- EasyJet
- Neos
- Ryanair

## Транспорт
Аеропорт сполучений з Міланом шосе Мілан-Варезе та залізницею, по котрій прямує «Мальпенса-Експрес» до станції Мілан-Кадорна (місцева залізниця LeNord). Також з Мальпенси можна потрапити в аеропорт Лінате на регулярному автобусі. У міланській системі аеропортів є третій міжнародний аеропорт Оріо аль Серіо, що обслуговує бюджетні авіакомпанії. Міланське таксі має фіксовану вартість 104 євро перевезення пасажирів до аеропорту з міста Мілан.

## Опис
У 2007 році пасажирський трафік аеропорту Мальпенса становив 23,8 млн (всього в трьох міланських аеропортах — 39 млн.). Мальпенса є одним з найбільш завантажених аеропортів Італії, разом з римським аеропортом імені Леонардо да Вінчі з перевезення міжнародних пасажирів. Крім того, Мальпенса є найбільшим вантажним аеропортом Італії.
easyJet розміщений в аеропорту Мальпенса у спеціальному терміналі (Т2), що є найбільшою базою цієї компанії за межами Великої Британії.
У Мальпенса два термінали — Термінал 1 (T1) для регулярних рейсів і Термінал 2 (T2) для чартерних і бюджетних перевізників. У Терміналі 1 два сателіти: A — місцеві і європейські рейси (шенгенська зона); B — міжнародні рейси (крім шенгенської зони). Будується третій сателіт (C), планується будівництво третьої злітно-посадкової смуги. Вантажний термінал «CargoCity» опрацьовує 410 тис. тонн на рік.

## Історія
У 2008 році Lufthansa оголосила про плани організації великого хаба за межами Німеччини. У жовтні 2008 року Lufthansa створила італійський підрозділ, Lufthansa Italia. SEA і Lufthansa підписали меморандум про взаєморозуміння щодо подальшого розвитку та використання потужностей аеропорту.

## Авіалінії та напрямки, березень 2020

### Пасажирські
| Авіакомпанія                    | Пункт призначення |
| ------------------------------- | --- |
| Aegean Airlines                 | Афіни Сезонний: Каламата, Салоніки (з 29 березня 2020) |
| Aer Lingus                      | Дублін |
| Aeroflot                        | Москва-Шереметьєво |
| Air Albania                     | Тирана |
| Air Algérie                     | Алжир |
| airBaltic                       | Рига |
| Air Cairo                       | Шарм-ель-Шейх |
| Air Canada                      | Сезонний: Торонто–Пірсон |
| Air China                       | Пекін, Шанхай-Пудун |
| Air Dolomiti                    | Сезонний чартер: Ольбія |
| Air Europa                      | Мадрид |
| Air France                      | Париж-Шарль де Голль |
| Air India                       | Делі |
| Air Horizont                    | Сезонний чартер: Бріндізі, Ламеція-Терме, Ольбія, Пантеллерія |
| Air Moldova                     | Кишинів |
| Air Nostrum                     | Сезонний чартер: Пальма-де-Мальорка |
| Air Serbia                      | Белград |
| AlbaStar                        | Сезонний: Катанія, Лурд, Марса-Алам, Палермо Сезонний чартер: Іракліон, Ібіца, Каламата, Карпатос, Кос, Менорка, Пальма-де-Мальорка, Родос, Шарм-ель-Шейх, Тромсе |
| Alitalia                        | New York–JFK, Рим-Ф'юмічіно, Токіо-Наріта Сезонний: Мале Сезонний чартер: Гамбург, Пуент-а-Пітр |
| All Nippon Airways              | Токіо-Ханеда (з 20 квітня 2020) |
| AlMasria                        | Сезонний чартер: Шарм-ель-Шейх |
| American Airlines               | Маямі, New York–JFK |
| AnadoluJet                      | Стамбул–Сабіха Гекчен (з 29 березня 2020) |
| Austrian Airlines               | Відень |
| Azerbaijan Airlines             | Баку |
| Belavia                         | Мінськ |
| Blue Air                        | Бухарест |
| Blue Panorama Airlines          | Канкун, Гавана, Тирана Сезонний: Антигуа, Кайо-Ларго, Фріпорт, Іракліон, Ольгін, Кос, Лампедуза, Момбаса, Міконос (з 11 липня 2020),, Родос, Санто-Домінго, Скіатос, Занзібар Сезонний чартер: Фуертевентура, Лансароте, Марса-Алам, Шарм-ель-Шейх |
| British Airways                 | Лондон-Хітроу |
| Brussels Airlines               | Брюссель |
| Bulgaria Air                    | Софія (призупинено) |
| Cabo Verde Airlines             | Сезонний: Сал |
| Cathay Pacific                  | Гонконг |
| Croatia Airlines                | Сезонний: Загреб |
| Czech Airlines                  | Прага |
| Delta Air Lines                 | New York–JFK Сезонний: Атланта |
| easyJet                         | Агадір, Амстердам, Барселона, Барі, Берлін–Шенефельд, Берлін–Тегель, Бордо, Бріндізі, Бристоль, Кальярі, Катанія, Копенгаген, Единбург, Фару, Фуертевентура, Гранада, Краків, Ламеція-Терме, Лансароте, Ларнака, Лісабон, Лондон–Гатвік, Лондон–Лутон, Люксембург, Мадрид, Малага, Манчестер, Марракеш, Марса-Алам, Мюнхен, Нант, Неаполь, Ольбія, Палермо, Пальма-де-Мальорка, Париж–Шарль де Голль, Прага, Шарм-ель-Шейх (з 4 квітня 2020),, Стокгольм–Арланда, Штутгарт, Тель-Авів, Тенерифе-Південний, Тирана, Тулуза Сезонний: Альгеро, Аліканте, Акаба, Афіни, Більбао, Корфу, Комізо (з 23 червня 2020),, Дубровник, Іракліон, Хургада, Ібіца, Кефалонія, Кос, Мальта, Менорка, Міконос, Превеза (з 22 червня 2020),, Пула, Родос, Санторіні, Спліт, Тиват (з 22 червня 2020),, Задар, Закінф |
| EgyptAir                        | Каїр |
| El Al                           | Тель-Авів |
| Emirates                        | Дубай, New York–JFK |
| Ethiopian Airlines              | Аддис-Абеба |
| Etihad Airways                  | Абу-Дабі |
| Eurowings                       | Кельн/Бонн, Дюссельдорф, Гамбург, Штутгарт |
| EVA Air                         | Тайвань-Таоюань (з 18 травня 2020) |
| Finnair                         | Гельсінкі |
| Flybe                           | Бірмінгем |
| Freebird Airlines               | Сезонний чартер: Бодрум |
| Gulf Air                        | Бахрейн (з 1 липня 2020) |
| HOP!                            | Ліон, Нант |
| Iberia                          | Мадрид |
| Icelandair                      | Сезонний: Рейк'явік |
| Iran Air                        | Тегеран-Імам Хомейні |
| KLM                             | Амстердам |
| Korean Air                      | Сеул-Інчхон |
| Kuwait Airways                  | Кувейт |
| LATAM Brasil                    | Сан-Паулу-Гуарульюс |
| Lauda                           | Відень (з 29 березня 2020) |
| Level                           | Амстердам |
| LOT Polish Airlines             | Варшава-Шопен |
| Lufthansa                       | Франкфурт, Мюнхен |
| Lufthansa Regional              | Мюнхен |
| Luxair                          | Люксембург |
| Middle East Airlines            | Бейрут |
| Neos                            | Боа-Вішта, Канкун, Фуертевентура, Гран-Канарія, Гуйян, Гавана, Ольгін, Ла-Романа, Луксор, Мале, Марса-Алам, Момбаса, Монтего-Бей, Нанкін, Сал, Шарм-ель-Шейх, Тенерифе-Південний, Варадеро Сезонний:Бріндізі, Кальярі, Катанія, Кайо-Ларго, Ханья, Корфу, Ель-Аламейн, Іракліон, Хургада, Ібіца, Карпатос, Кавала (з 8 червня 2020), , Кос, Ламеція-Терме, Лампедуза, Лансароте, Ларнака, Мерса-Матрух, Менорка, Міконос, Носі-Бе, Ольбія, Пальма-де-Мальорка, Фукуок, Рейк'явік, Родос, Рованіемі, Салала, Самос, Санторіні, Скіатос, Янгон, Занзібар Сезонний чартер: Гамбург, Пуент-а-Пітр, Росток, Санта-Клара, Стокгольм-Арланда |
| Nesma Airlines                  | Сезонний чартер: Шарм-ель-Шейх |
| Norwegian Air Shuttle           | Осло-Гардермуен |
| Nouvelair                       | Сезонний чартер: Джерба, Монастір (з 25 травня 2020), Туніс (з 1 червня 2020) |
| Oman Air                        | Маскат |
| Pakistan International Airlines | Лахор, Сіалкот |
| Qatar Airways                   | Доха |
| Rossiya Airlines                | Ст Петербург |
| Royal Air Maroc                 | Касабланка |
| Ryanair                         | Аліканте, Барселона (з 25 жовтня 2020),, Барі, Берлін-Тегель, Бріндізі, Бристоль, Брюссель, Бухарест, Кальярі (з 25 жовтня 2020),, Катанія, Комізо, Дублін, Гран-Канарія, Каунас, Ламеція-Терме, Лондон-Станстед, Мадрид, Малага, Манчестер, Палермо, Порту, Севілья, Тенерифе-Південний (з 26 жовтня 2020),, Валенсія Сезонний: Альгеро (з 31 березня 2020),, Альмерія, Іракліон, Каламата (з 7 червня 2020),, Ліверпуль, Пальма-де-Мальорка |
| S7 Airlines                     | Москва-Додєдово |
| Saudia                          | Джидда, Ріяд Сезонний: Медіна |
| Scandinavian Airlines           | Копенгаген, Осло–Гардермуен Сезонний: Берген, Ставангер, Стокгольм–Арланда |
| Singapore Airlines              | Сингапур |
| SunExpress                      | Сезонний: Ізмір (з 4 червня 2020) |
| Swiss International Air Lines   | Цюрих |
| TAP Air Portugal                | Лісабон, Порту |
| Thai Airways                    | Бангкок–Суварнабхумі |
| TUI fly Belgium                 | Сезонний: Касабланка |
| Tunisair                        | Туніс Сезонний: Джерба, Монастір |
| Turkish Airlines                | Стамбул–Аеропорт, Стамбул–Сабіха Гекчен |
| Twin Jet                        | Марсель Сезонний: Ніцца |
| Ukraine International Airlines  | Київ–Бориспіль |
| United Airlines                 | Ньюарк |
| Ural Airlines                   | Москва-Жуковський (з 31 березня 2020) |
| Utair                           | Москва–Внуково |
| Uzbekistan Airways              | Ташкент Сезонний: Ургенч |
| Vueling                         | Барселона, Більбао, Париж–Орлі Сезонний: Аліканте, Ібіца |
| Wizz Air                        | Будапешт, Дебрецен, Краків (з 1 липня 2020),, Кутаїсі, Охрид, Подгориця, Скоп'є, Відень, Вільнюс |

### Вантажні
| Авіакомпанія                      | Пункт призначення |
| --------------------------------- | --- |
| AeroLogic                         | Гонконг, Лейпциг/Галле |
| AirBridgeCargo Airlines           | Амстердам, Франкфурт, Маастрихт/Ааахен, Москва–Домодєдово, Москва–Шереметьєво                                                         |
| Asiana Cargo                      | Лондон–Станстед, Сеул–Інчхон, Відень                                                                                                  |
| Atlas Air                         | Амстердам, Сан-Хуан |
| Cargolux                          | Сан-Паулу–Віракопус, Чикаго–О'Хара, Лондон–Станстед, Лос-Анджелес, Люксембург, Маастрихт/Ааахен, New York–JFK, Тайвань-Таоюань        |
| Cargolux Italia                   | Алмати, Баку, Куритиба, Даллас/Форт-Уерт, Дубай, Гонконг, Люксембург, Мехіко-Сіті, New York–JFK, Новосибірськ, Осака–Кансай, Чженчжоу |
| Cathay Pacific                    | Делі, Гонконг, Лондон–Хітроу, Манчестер, Мумбай                                                                                       |
| DHL Aviation                      | Лондон–Хітроу, Лондон–Лутон, Лондон–Станстед, Мадрид                                                                                  |
| DHL Aviation оператор EAT Leipzig | Бухарест, Лондон–Хітроу, Лейпциг/Галле, Східний Мідландс                                                                              |
| EgyptAir Cargo                    | Каїр, Остенде-Брюгге |
| Emirates SkyCargo                 | Дубай–Аль-Мактум |
| Ethiopian Airlines Cargo          | Аддис-Абеба |
| Etihad Cargo                      | Абу-Дабі, Барбадос, Богота, Москва–Домодєдово, Сан-Хуан                                                                               |
| FedEx Express                     | Анкона, Дубай, Гуанчжоу-Байюнь, Мемфіс, Мюнхен, Ньюарк, Париж–Шарль де Голль, Піза, Шанхай–Пудун, Венеція                             |
| Korean Air Cargo                  | Навої, Сеул–Інчхон, Тель-Авів, Відень, Сарагоса                                                                                       |
| Lufthansa Cargo                   | Каїр, Франкфурт |
| Nippon Cargo Airlines             | Амстердам, Франкфурт–Хан, Токіо–Наріта                                                                                                |
| Qatar Airways Cargo               | Чикаго–О'Хара, Доха, Лондон–Станстед, Триполі                                                                                         |
| Royal Air Maroc                   | Брюссель, Касабланка |
| Saudia Cargo                      | Брюссель, Дамман, Джидда, Ріяд |
| Silk Way Airlines                 | Баку |
| Swiftair                          | Східний Мідландс |
| Turkish Airlines Cargo            | Алжир, Стамбул–Ататюрк |

## Статистика
| Рік  | Авіатрафік | % зміна | Пасажирообіг | % зміна | Вантажообіг (тонн) | % зміна |
| ---- | ---------- | ------- | ------------ | ------- | ------------------ | ------- |
| 2000 | 249 107    | ▲13.3   | 20 716 815   | ▲22.1   | 301 045            | ▲4.6    |
| 2001 | 236 409    | ▼5.1    | 18 570 494   | ▼10.4   | 323 707            | ▲7.5    |
| 2002 | 214 886    | ▼9.1    | 17 441 250   | ▼6.1    | 328 241            | ▲1.4    |
| 2003 | 213 554    | ▼0.6    | 17 621 585   | ▲1      | 362 587            | ▲10.5   |
| 2004 | 218 048    | ▲2.1    | 18 554 874   | ▲5.3    | 361 237            | ▲13.1   |
| 2005 | 227 718    | ▲4.4    | 19 630 514   | ▲5.8    | 384 752            | ▲6.5    |
| 2006 | 247 456    | ▲8.7    | 21 767 267   | ▲10.9   | 419 128            | ▲8,9    |
| 2007 | 267 941    | ▲8.3    | 23 885 391   | ▲9.7    | 486 666            | ▲16.1   |
| 2008 | 218 476    | ▼18.5   | 19 221 632   | ▼19.5   | 415 952            | ▼14.5   |
| 2009 | 187 551    | ▼14.2   | 17 551 635   | ▼8.7    | 344 047            | ▼17.3   |
| 2010 | 193 771    | ▲3.3    | 18 947 808   | ▲8      | 432 674            | ▲25.8   |
| 2011 | 190 838    | ▼1.5    | 19 303 131   | ▲1.8    | 450 446            | ▲4.1    |
| 2012 | 174 892    | ▼8.4    | 18 537 301   | ▼4      | 414 317            | ▼8      |
| 2013 | 164 745    | ▼5.8    | 17 955 075   | ▼3.1    | 430 343            | ▲3.9    |
| 2014 | 166 749    | ▲1.2    | 18 853 203   | ▲5      | 469 657            | ▲9.1    |
| 2015 | 160 484    | ▼3.8    | 18 582 043   | ▼1.4    | 511 191            | ▲8.8    |
| 2016 | 166 842    | ▲4      | 19 420 690   | ▲4.5    | 548 767            | ▲7.4    |
| 2017 | 178 953    | ▲7.3    | 22 169 167   | ▲14.2   | 589 719            | ▲7.5    |
| 2018 | 194 515    | ▲8.7    | 24 725 490   | ▲11.5   | 572 774,8          | ▼2.9    |
| 2019 | 234 054    | ▲20.3   | 28 846 299   | ▲16.7   | 558 481,5          | ▼2.5    |

|  |